# Carmelo Briguglio
Carmelo Briguglio (Furci Siculo, 23 giugno 1956) è un politico italiano. È un giornalista.

## Biografia
Nato a Furci Siculo, in provincia di Messina, giornalista professionista, alla fine degli anni '80 viene eletto consigliere comunale e vicesindaco del comune di nascita col Movimento Sociale Italiano-Destra Nazionale, di cui era componente del comitato centrale, in una giunta sinistra-destra. In quegli anni è stato vicino alle posizioni di Beppe Niccolai.
A giugno 1991 si candida all'Ars per il MSI, ed è primo dei non eletti nel collegio provinciale di Messina. Alla fine dello stesso anno viene assunto dal quotidiano Roma, allora diretto da Domenico Mennitti.

### Attività all'Ars
Nel 1994 viene eletto deputato all'Assemblea Regionale Siciliana (ARS) per il MSI, subentrando a Salvatore Ragno, venendo rieletto nel 1996 in AN, sempre nel collegio di Messina. A luglio dello stesso anno viene nominato assessore regionale al Lavoro e Formazione professionale, nel primo governo regionale di centro-destra guidato da Giuseppe Provenzano, fino al gennaio 1998. Confermato assessore, con la stessa delega, anche nel governo guidato da Giuseppe Drago, fino al 21 novembre 1998 . Resta all'Ars fino al 2001.

### Deputato di AN
Terminata l'esperienza alla Regione siciliana nel 2001, alle elezioni politiche di quell'anno viene eletto Deputato alla Camera nelle liste di AN e riconfermato nelle elezioni del 2006, vicino alle posizioni della destra sociale di Francesco Storace. In An è stato componente della direzione nazionale e dell'Esecutivo politico. In questi anni di mandato parlamentare ricopre diversi incarichi: componente delle Commissioni Lavoro e Affari Sociali, coordinatore del Dipartimento Autonomie Regionali e poi, vicepresidente dei deputati di AN. È anche capogruppo di Alleanza Nazionale nella Commissione Esteri e componente la Delegazione Italiana all'Assemblea parlamentare della NATO. È stato componente la Commissione Attività Produttive e Turismo della Camera dei Deputati.
Si avvicina alle posizioni di Fini, e alle elezioni politiche 2008, primo in lista dei candidati ex AN per la Sicilia Orientale, Carmelo Briguglio è rieletto Deputato alla Camera, nelle file de Il Popolo della Libertà. Componente del Comitato parlamentare di controllo sui servizi segreti (Copasir) fino alle sue dimissioni nel dicembre 2010. È stato vice presidente del gruppo del PdL fino al 29 luglio 2010 e componente della direzione nazionale del PdL.

### Da Futuro e Libertà a #DB e oltre

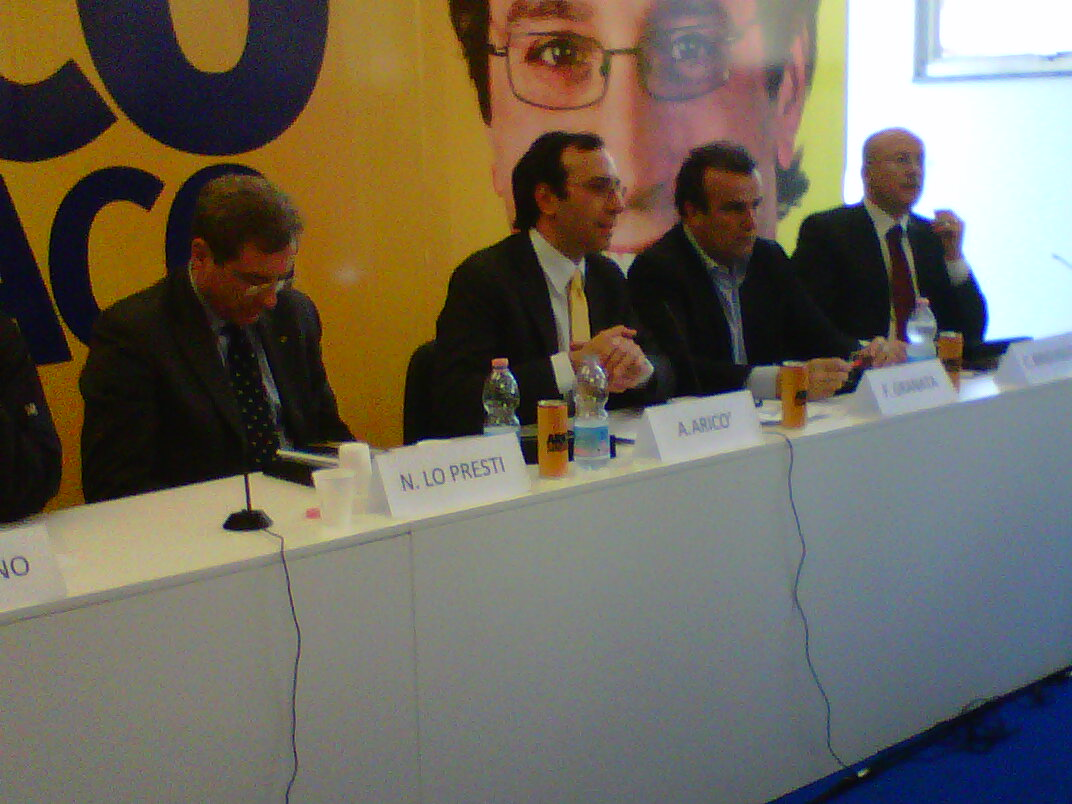
Briguglio a una manifestazione di Futuro e Libertà con Fabio Granata, Alessandro Aricò e Nino Lo Presti

È, insieme a Italo Bocchino, fondatore di Generazione Italia, fondazione e corrente politica facente riferimento a Gianfranco Fini.
Il 29 luglio 2010, con un documento approvato dall'Ufficio di presidenza del PdL, Carmelo Briguglio e i suoi colleghi Italo Bocchino e Fabio Granata sono stati deferiti ai probiviri per la loro vicinanza politica al Presidente della Camera Gianfranco Fini. Questo porterà Briguglio a separarsi dal PdL e a formare, insieme ad altri 33 colleghi, un nuovo gruppo parlamentare alla Camera: "Futuro e Libertà. Per l'Italia".
Nel contesto della divisione delle cariche all'interno del nuovo partito, Briguglio viene nominato, il 3 novembre 2010, Capo della segreteria politica di Futuro e Libertà per l'Italia che lascerà il 13 febbraio 2011 dopo la costituente di FLI.
Il 25 febbraio è eletto vice presidente vicario del gruppo di FLI alla Camera.
Il 12 luglio, in seguito alle dimissioni di Giuseppe Scalia, è nominato dal Vice Presidente di FLI Italo Bocchino e dal coordinatore nazionale del partito Roberto Menia, coordinatore regionale di FLI in Sicilia.
Il 18 dicembre si tiene a Taormina il primo Congresso Regionale del FLI che conferma, per acclamazione, l'on. Briguglio come Coordinatore Regionale del partito in Sicilia.
Candidato alle elezioni politiche del 2013, non viene eletto al Parlamento.
Diviene quindi vicepresidente del comitato della "Fondazione Alleanza Nazionale" . A novembre 2013 aderisce al movimento "Prima l'Italia" di Gianni Alemanno e con lui confluisce in Fratelli d'Italia.
Nel 2015 aderisce al movimento di Nello Musumeci #DiventeràBellissima, con cui dal 2018 al 2020 è stato capo della segreteria particolare dell'assessore regionale ai beni culturali della Giunta Musumeci.
Ha lavorato presso la presidenza del Consiglio, come capo ufficio stampa del ministro per la Protezione civile e le Politiche del mare (2022-2023). Firma analisi e commenti per il Secolo d’Italia. 
Opere
“Nuove Regioni. Statuti e leggi elettorali: equilibrio dei poteri” (In rivista Parlamenti Regionali, fascicolo 2002/6, Franco Angeli editore, Milano, 2003). 
Coautore del catalogo pubblicato per la mostra fotografica “Foibe” (di S. Ritossa, a cura di H. Marsala, edizioni C.R.I.C.D., Palermo, 2021)
Autore libro “Quella meteora a destra. Fini contro Fini: il caso Futuro e libertà al tempo di Giorgia” (casa editrice Kimerik, Patti, 2024, ISBN 979-12-5466-697-5)